# Heinrich von Focke
Heinrich von Focke, auch Fock (* 1. Dezember 1673 in Lübeck; † 5. Januar 1730) war ein deutscher Verwaltungsjurist und Domherr.

## Leben

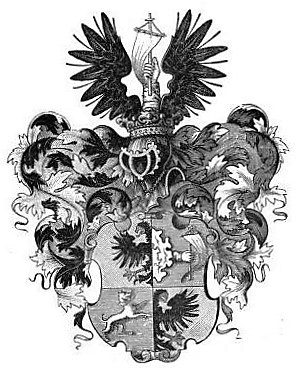
Wappen der Familie von Focke

Heinrich Focke war Sohn des Lübecker Kaufmanns und Ratsherrn Hermann Fock. Sein Bruder Hermann Fock († 24. Mai 1731) war schwedischer Resident in Lübeck.
Heinrich Focke wurde am 26. März 1681 mit der Possession der von dem resignierten Domherrn Erdmann Julius Berkenthin übernommenen Präbende Domherr des Lübecker Kapitels. Focke studierte Rechtswissenschaften und promovierte zum Dr. beider Rechte. 1698 wurde er Lübecker Bürger. Er war dänischer Regierungsrat und holsteinischer Staatsrat.
Bei der Lübecker Bischofswahl nach dem Tod von Fürstbischof August Friedrich von Schleswig-Holstein-Gottorf 1705, die von einer militärischen Auseinandersetzung und zu Weihnachten 1705 von der Belagerung und Besetzung von Schloss Eutin durch die Dänen begleitet war, gehörte Focke zur letztlich unterlegenen Partei im Kapitel, die den dänischen Koadjutor, Prinz Carl von Dänemark (* 26. Oktober 1680; † 8. August 1729), einen jüngeren Bruder des dänischen Königs Friedrich IV. unterstützte. Durch diplomatisches Eingreifen der englischen Königin Anne sowie der Generalstaaten und nach Zusicherung einer Rente wurde dieser jedoch zur Aufgabe seines Anspruches gebracht, so dass der Kandidat der gottorfischen und mit Schweden verbündeten Partei, Christian August von Schleswig-Holstein-Gottorf, die Nachfolge antreten konnte. Endgültig beigelegt wurde die Auseinandersetzung erst nach Abschluss der Altranstädter Konvention, als Christian August 1709 vom Kaiser mit dem Hochstift Lübeck belehnt wurde.
Focke wurde am 25. Oktober 1729 in den deutschen Reichsadel erhoben und dabei sein altadeliges Wappen bestätigt.
Heinrich von Focke war zweimal verheiratet; in erster Ehe mit einer Tochter des Lübecker Bürgermeisters Bernhard Frese. Er hatte einen Sohn, Carl Friedrich, der am 14. Februar 1740 im Alter von 14 Jahren verstarb. Er wurde in der von ihm bereits 1723 erworbenen und heute nach ihm benannten von Focke-Kapelle im Lübecker Dom bestattet. Nach seinem Tod ging die Präbende an den Domherrn Detlev Christian von Reventlow. Mit ihm erlosch das Adelsgeschlecht.

## Focke-Kapelle

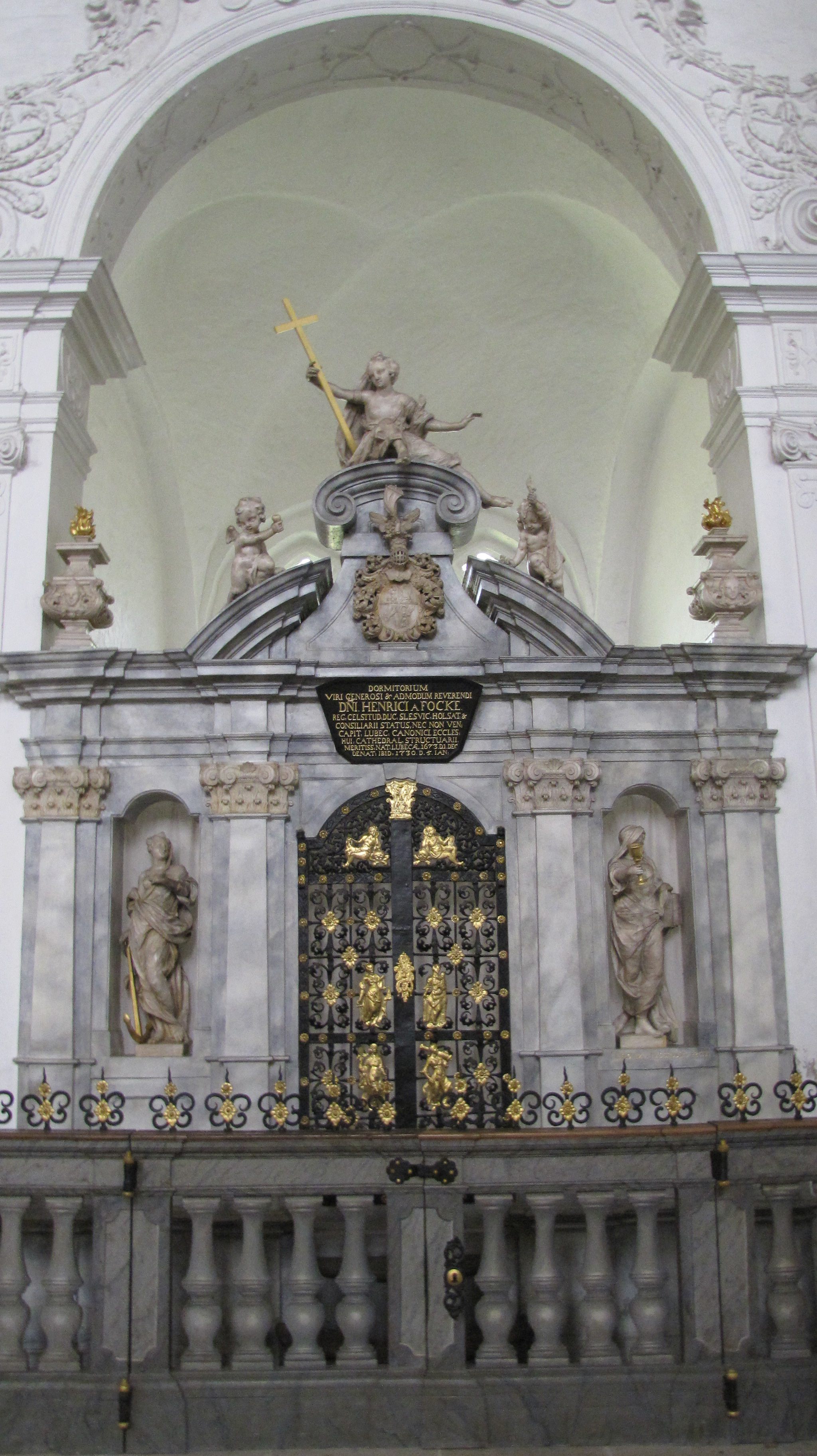
Focke-Kapelle

Eine der nördlichen Seitenkapellen ursprünglich erbaut von dem Domherrn Johann Bule († 1332). Hier befand sich später auch das Beinhaus des Doms, welches erst mit dem Erwerb der Kapelle durch Benedikt von Ahlefeldt 1710 beseitigt wurde, der das Grabgewölbe einbauen ließ. 1723 ging die Kapelle an Heinrich von Focke über und erhielt in Zusammenhang mit seinem Tod um 1730 ihre heutige Gestaltung mit dem barocken Portal mit einer lateinischen Inschrift des Lübecker Bildhauers Hieronymus Hassenberg.